# Amara aenea
Amara aenea es un escarabajo de tierra perteneciente a la familia Carabidae. Es una especie común en casi toda Europa y norte de Asia. Su gama abarca también partes del norte de África. 
Los adultos son depredadores que se alimentan de otros insectos , como el gusano de la manzana  y áfidos de soya, que son consideradas plagas por la industria de la agricultura. Como tal, este escarabajo está en estudio para su uso en el manejo integrado de plagas. Las larvas son omnívoras.
Los adultos se alimentan de la semilla en desarrollo de Poa trivialis y poa de los prados (Poa pratensis).